# The Company of Undertakers
The Company of Undertakers (in inglese, "La compagnia dei becchini"), conosciuta anche come Consultation of Physicians ("Consulto di medici"), The Collegium Medicum ("Il collegio dei medici") o come The Undertakers' Arms ("Lo stemma dei becchini"), è un'incisione di William Hogarth.
L'incisione, realizzata all'inizio del 1736, venne stampata e messa in vendita il 3 marzo dello stesso anno al prezzo di sei penny e rappresenta una satira nei confronti dei medici del tempo, spesso accusati di essere ignoranti e truffatori. Il titolo stesso, La compagnia dei becchini, venne scelto da Hogarth per mettere in diretta relazione la morte con la ciarlataneria di alcuni medici.

## Analisi
L'esperienza come incisore di stemmi araldici, attività praticata durante la gioventù, permise a William Hogarth di conoscere caratteristiche e linguaggi specifici che utilizzò per realizzare l'opera, la quale ebbe particolare successo e venne replicata numerose volte nel corso dei decenni successivi. L'immagine, in forma di scudo, è suddivisa orizzontalmente in due parti. La parte superiore presenta uno sfondo di armellino sul quale sono rappresentati, come modelli di cialtroneria, tre fra i medici inglesi più famosi dell'epoca, in una ideale "Trinità dei ciarlatani".
Da sinistra è riconoscibile l'oculista John Taylor, raffigurato mentre fa l'occhiolino e con un occhio sul pomo del proprio bastone (Taylor, medico itinerante, benché fosse dotato di una notevole preparazione e possedesse una buona manualità, passò alla storia principalmente per aver causato la cecità di migliaia di pazienti).
La figura al centro è l'aggiustaossa Sarah Mapp, ritratta con un abito da pagliaccio, un cappello in testa e un osso nella mano destra (autoribattezzatasi "Sally la pazza" e conosciuta anche come "Sally la strabica", Sarah Mapp era una donna mascolina, irruenta, spesso ubriaca e dai modi volgari che lavorava nel Wiltshire. Quasi ignorante di anatomia, era però dotata di notevole forza fisica per ricollocare fratture e lussazioni). Alcuni, come John Ireland e John Nicholas, identificarono il personaggio al centro con Hans Sloane anziché con Sarah Mapp, ma il confronto fra veri ritratti di Sloane e l'incisione di William Hogarth non mostra particolari somiglianze.
Il personaggio a destra, infine, è Joshua Ward, corpulento e nato con una macchia cutanea che gli copriva metà del viso (Ward, dopo aver curato con successo un dito del re Giorgio II, grazie al favore del sovrano divenne famoso e fece fortuna vendendo medicinali di sua invenzione composti da sostanze come acido nitrico, mercurio, antimonio e cloruro d'ammonio, i cui effetti sui pazienti erano spesso letali).
Nella parte inferiore dello scudo è raffigurato un gruppo di dodici medici. La loro identità non è nota e probabilmente si tratta di personaggi generici. John Nichols, tuttavia, identificò due possibili figure: Pierce Dod, membro della Royal Society e del Royal College of Physicians e convinto oppositore delle pratiche di variolizzazione, e John Bamber, che lavorava come ostetrico e litotomista presso il St Bartholomew's Hospital di Londra. Altri, invece, ritengono molto improbabile che questi due medici siano raffigurati nell'incisione, in quanto non erano considerati ciarlatani, bensì eminenti professionisti.
Tutti i personaggi appaiono contraddistinti da ciò che, nel XVIII secolo, erano considerati elementi caratterizzanti della loro professione: atteggiamento serio e concentrato, bastone e grande parrucca. Tre di loro sono impegnati nell'analisi del contenuto di un pitale di urina mentre gli altri stanno annusando il manico del proprio bastone, che, all'epoca, conteneva essenze naturali profumate con supposte proprietà disinfettanti. Questo gesto, nell'immaginario comune al tempo di Hogarth, era uno degli stereotipi tipici della professione medica. Al di sotto è presente un cartiglio con il motto Et plurima mortis imago (in latino, "I tanti aspetti della morte"), citazione di un passo dell'Eneide di Virgilio. Il tutto è bordato di nero, come i manifesti funebri, e decorato ai lati da quattro ossa incrociate.
Sotto lo stemma è presente una didascalia in forma di blasonatura, che, descrivendo lo scudo secondo il linguaggio tecnico-araldico, aveva intenti volutamente sarcastici: «La compagnia dei becchini, di nero, un orinatoio al naturale in mezzo a dodici ciarlatani e dodici bastoni pomati d'oro che si consultano. Nel capo, su una nuvola armellinata, un dottore completo con vestiario scaccato che sostiene con la mano destra un bastone al naturale. Alla sua destra e alla sua sinistra, due semi-dottori al naturale e due bastoni d'oro. Il primo ammicca con un occhio verso la parte destra dello scudo, il secondo col viso diviso di bianco e di rosso, osserva. Con il motto: Et plurima mortis imago».
In basso, scritto in piccolo, sono presenti due brevi commenti di William Hogarth sul significato della didascalia, nei quali spiega sarcasticamente che la presenza della nuvola, in araldica, denota particolare eccellenza, e che essere posti nel capo, ossia nella parte più prestigiosa dello scudo, rappresenta una ricompensa per coloro che hanno dimostrato grandi meriti nei confronti dell'umanità.